# Ross McCrorie
Ross McCrorie (Glasgow, 1998. március 18. –) skót válogatott labdarúgó, a Bristol City játékosa.

## Pályafutása
Végigjárta a Rangers korosztályos csapatait, majd aláírta első profi szerződését a klubbal. 2016 elején kölcsönbe került az Ayr United csapatához. 2016 decemberében meghosszabbította a szerződését a Rangers csapatával. Ezt követően a szezon további részére kölcsönbe a Dumbarton csapatához került.
A skót U17-es labdarúgó-válogatott tagjaként részt vett a 2014-es U17-es labdarúgó-Európa-bajnokságon és a 2015-ös U17-es labdarúgó-Európa-bajnokságon.

## Statisztika

### Klub
2017. július 21-i állapot szerint.
| Klub             | Szezon           | Bajnokság | Bajnokság | Kupa    | Kupa  | Ligakupa | Ligakupa | Egyéb   | Egyéb | Összesen | Összesen |
| Klub             | Szezon           | Meccsek   | Gólok     | Meccsek | Gólok | Meccsek  | Gólok    | Meccsek | Gólok | Meccsek  | Gólok    |
| ---------------- | ---------------- | --------- | --------- | ------- | ----- | -------- | -------- | ------- | ----- | -------- | -------- |
| Rangers FC       | 2014–15          | 0         | 0         | 1       | 0     | 0        | 0        | 0       | 0     | 1        | 0        |
| Rangers FC       | 2015–16          | 0         | 0         | 1       | 0     | 0        | 0        | 0       | 0     | 1        | 0        |
| Ayr United       | 2015–16          | 15        | 2         | 0       | 0     | 0        | 0        | 0       | 0     | 15       | 2        |
| Dumbarton        | 2016–17          | 9         | 0         | 0       | 0     | 0        | 0        | 0       | 0     | 9        | 0        |
| Karrier összesen | Karrier összesen | 24        | 2         | 2       | 0     | 0        | 0        | 0       | 0     | 26       | 2        |